# Ugo di Cluny
Ugo di Cluny, detto anche Ugo di Semur o sant'Ugo il Grande (Semur, 13 maggio 1024 – Cluny, 28 aprile 1109), fu un abate cluniacense francese ed una delle personalità più carismatiche tra i rappresentanti degli ordini religiosi del primo Medioevo; è venerato come santo dalla Chiesa cattolica.

## Biografia
Ugo di Cluny nacque a Semur-en-Brionnais il 13 maggio 1024. Primogenito del conte Dalmazio di Semur, non assecondò i desideri del padre, che voleva farne un cavaliere, ma s'indirizzò verso gli studi, entrando nel monastero di San Marcello a Chalon nel 1037. A 15 anni entrò come novizio nell'abbazia di Cluny dove nel 1044 fu ordinato monaco e a soli 24 anni ne divenne abate: rimase in questa carica per oltre 60 anni, durante i quali fece numerosi viaggi in Europa nelle varie Case della Congregazione cluniacense; prese parte al Concilio di Reims del 1049; partecipò a Roma ai sinodi locali del 1050, del 1059 e del 1063; partecipò nel 1072 alla Dieta di Worms.
Negli anni successivi fece da mediatore a Canossa tra papa Gregorio VII e l'imperatore Enrico IV, del quale era stato padrino di battesimo, episodio per il quale è largamente ricordato.

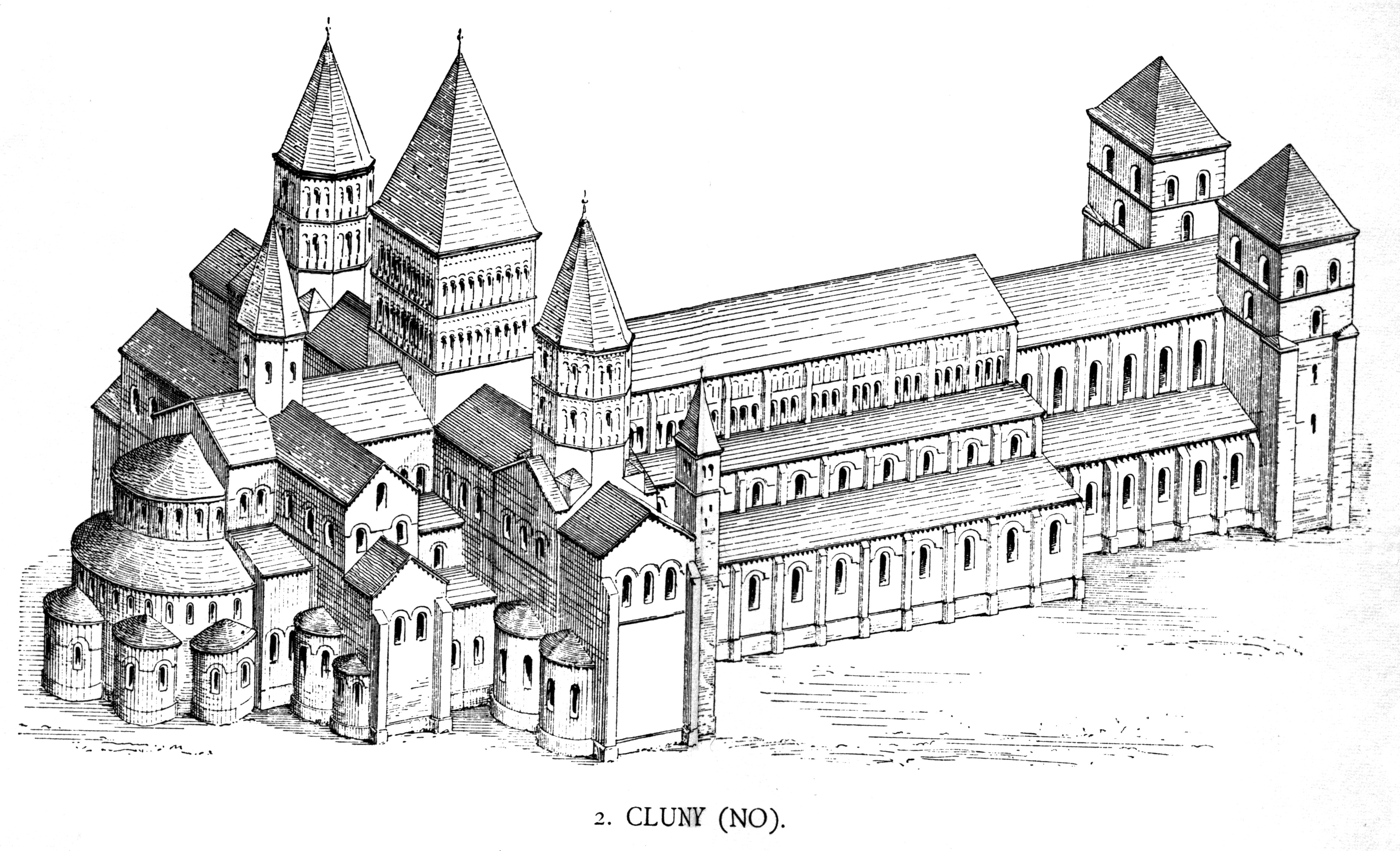
Ricostruzione di Cluny III

Durante il suo abbaziato Cluny raggiunse il suo massimo splendore. A lui si deve anche la terza e più imponente fase di costruzione dell'abbazia. La campagna di costruzione fu finanziata dall'annuale census stabilito da Ferdinando I di León, reggente della Castiglia e León in un periodo fra il 1053 ed il 1065. Tale finanziamento fu poi riconfermato da Alfonso VI nel 1077 e, di nuovo, nel 1090. La somma fu fissata a 1.000 aurei da Ferdinando, e raddoppiata da Alfonso VI nel 1090. Per Cluny, la somma equivaleva semplicemente alla più grande annualità che l'ordine avesse mai ricevuto da un re o da un laico, e non venne mai superata. Il census alfonsino permise all'abate Ugo di affrontare nel 1088 la costruzione della terza e imponente chiesa abbaziale (chiesa di San Pietro e Paolo o "Cluny III"): lunga 187 metri, era dotata di nartece ed aveva ben cinque navate, un coro allungato con deambulatorio e cappelle radiali, un doppio transetto e cinque torri. Era il più grande edificio religioso d'Europa prima della ricostruzione della Basilica di San Pietro in Vaticano nel XVI secolo. Nel 1079, durante il suo abbaziato, re Filippo I conferì all'abbazia di Cluny il Priorato di Saint-Martin-des-Champs a Parigi.
Ugo morì a 84 anni, il 28 aprile 1109, a Cluny.

## Culto

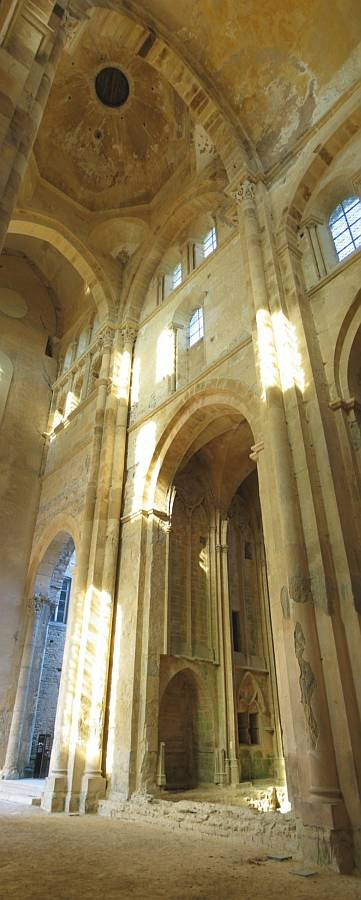
Nella terza chiesa di Cluny

Papa Callisto II, in visita a Cluny, il 6 gennaio 1120 lo proclamò santo su richiesta dei monaci. Le sue reliquie furono deposte nel 1220 in una cassa per la venerazione dei fedeli, ma nel 1562 gli Ugonotti saccheggiarono l'abbazia di Cluny e il corpo del santo fu bruciato e disperso al vento.
Dal Martirologio Romano: «A Cluny in Burgundia, nell'odierna Francia, sant'Ugo, abate, che per sessantuno anni resse santamente il monastero di questo luogo, sempre dedito alle elemosine e alla preghiera, custode e instancabile promotore della disciplina monastica, fervido amministratore e propagatore della santa Chiesa.»
Il monaco (e successivamente cardinale vescovo di Frascati) Gilles de Paris scrisse su di lui una Vita (Vie de Saint-Hugues).